# Tontina
La tontina è un contratto finanziario e di investimento proposto in Francia da Lorenzo de Tonti nel 1653. Alcuni sostengono che questo tipo di investimento era già in uso in Italia prima di de Tonti.
Il funzionamento è semplice: ognuno degli appartenenti alla tontina paga la quota d'ingresso, dopodiché il capitale raccolto viene investito e i partecipanti godono degli utili derivanti dagli investimenti fino alla loro morte, al momento della quale la quota di capitale viene ripartita fra i restanti. Quando tutti i partecipanti sono morti, il capitale può avere diverse destinazioni a seconda degli accordi presi.

## Storia
Lorenzo de Tonti presentò al cardinale Mazarino la proposta di emissione di un prestito nazionale basato su questo meccanismo finanziario-assicurativo. Il contraente del prestito avrebbe corrisposto allo stato francese un capitale, e in cambio quest'ultimo gli avrebbe pagato una rendita vitalizia. I contraenti venivano divisi in "classi di età"; alla morte di uno di essi le sue quote di rendita ancora dovute sarebbero state suddivise fra i rimanenti, fino alla morte dell'ultimo appartenente alla classe di età, quando lo stato avrebbe cessato i pagamenti. La proposta, bocciata dal Parlamento francese, fu ripresa ed attuata nel 1689, ma riscosse tra i risparmiatori francesi  un'accoglienza insignificante.
Le tontine sono diffuse soprattutto nei Paesi dove mancano istituti di credito ufficiali, in particolare in Africa.

## Normativa
Nell'Unione europea le tontine sono regolate dalla direttiva 2002/83/EC del Parlamento europeo. In Italia sono vietate dall'art. 12, d. lgs. 7 settembre 2005, n. 209.

## Nei media
- In un episodio della settima stagione della serie animata I Simpson, L'infuriato Abe Simpson e suo nipote brontolone in "La maledizione del pescediavolo battagliero", Bart aiuta suo nonno Abe a impossessarsi di alcuni quadri nascosti al tempo della seconda guerra mondiale dall'unità militare "Pescediavolo battagliero", di cui Abe e Montgomery Burns sono gli ultimi componenti rimasti in vita.

- La tontina è il filo conduttore del terzo episodio, intitolato Questioni irrisolte, della quinta stagione de I misteri di Brokenwood che parla dell'assetto proprietario di un'azienda agricola, nonché della puntata Il testamento dell'ottava serie di Un detective in corsia. L'episodio "Commando" della serie canadese "I misteri di Murdoch" ruota attorno alla tontina.

- Il romanzo La cassa sbagliata (The Wrong Box) di Robert Louis Stevenson, da cui fu tratto l'omonimo film inglese del 1966, volge interamente su questo strumento finanziario.

- Nel telefilm di animazione Archer la tontina è oggetto di un episodio: Woodhouse, il maggiordomo del protagonista, ha partecipato a una tontina durante la prima guerra mondiale.
- Nel DLC Wavelengths del videogioco Life is Strange: True Colors, la notte di capodanno Steph riceve la telefonata di Duckie, uno dei protagonisti, che gli chiede una previsione su come andrà a finire una tontina che aveva istituito anni prima con amici di lunga data, domandando se gli altri, essendo più anziani, moriranno tutti l'anno seguente e lui potrà ottenere il premio finale.
- La tontina è presente in alcuni racconti di Ellery Queen, per esempio L'ultimo a morire.